# Соціальне підприємництво
Соціальне підприємництво — використання стартапів та інших засобів підприємництва для розробки, фінансування та реалізації рішень соціальних, культурних або екологічних проблем. В цьому аспекті соціальне підприємництво зближується з третім сектором. Концепція соціального підприємництва може бути застосована до широкого спектру організацій, різних за розміром, що мають різні цілі.
Суб'єктом і провідником соціального підприємництва виступає соціальний підприємець. Якщо традиційні підприємці, як правило, оцінюють успішність своєї діяльності, орієнтуючись на прибуток, виручку (обсяг продажів) або вартість акцій, то для соціального підприємця головним критерієм успішності стає «соціальна віддача». Прибуток може братися до уваги, але не як самоціль, а як засіб для подальшого просування до досягнення соціальних або культурних цілей. Серед інших важливих ознак соціального бізнесу: інноваційність, самоокупність і фінансова стійкість, масштабованість і тиражованість.
У сучасному вигляді соціальне підприємництво виникло в 1980-ті роки і вступило в фазу бурхливого розвитку в 1990-ті, внаслідок комплексу причин, головними з яких називаються зростання і активізація некомерційних організацій, розвиток транспорту і інфраструктури, поява новітніх засобів зв'язку. Уявлення про соціальне підприємництво еволюціонує впродовж декількох десятиліть, паралельно з розвитком самої сфери діяльності. Невирішеною залишається проблема точного визначення соціально-підприємницької діяльності .
Соціальні підприємства можуть приймати різні організаційно-правові форми: чисто некомерційні, чисто комерційні, різноманітні гібридні . Лідерами в області розвитку соціального підприємництва вважаються Велика Британія, США, Італія, Словенія, країни Скандинавії, Республіка Корея, Малайзія, Індія, Бангладеш, деякі країни Африки . Правовий статус соціальних підприємців в світі сильно різниться: від повної відсутності визнання до створення унікальних корпоративних форм, найчастіше розроблених спеціально для потреб соціальних підприємців, передбачених законодавствами деяких західних країн .
Згідно з деякими дослідженнями, суспільство містить дуже невелику кількість представників, що володіють особистими якостями і світоглядом, які необхідні соціальному підприємцю. Своєю чергою соціальні підприємці стикаються з труднощами при взаємодії з суспільством і часто змушені виступати з компромісними ініціативами. Критики самої концепції соціального підприємництва вказують на її суперечливість і в принципі ставлять під сумнів можливість альтруїстичних форм капіталізму .

## Концепція соціального підприємництва

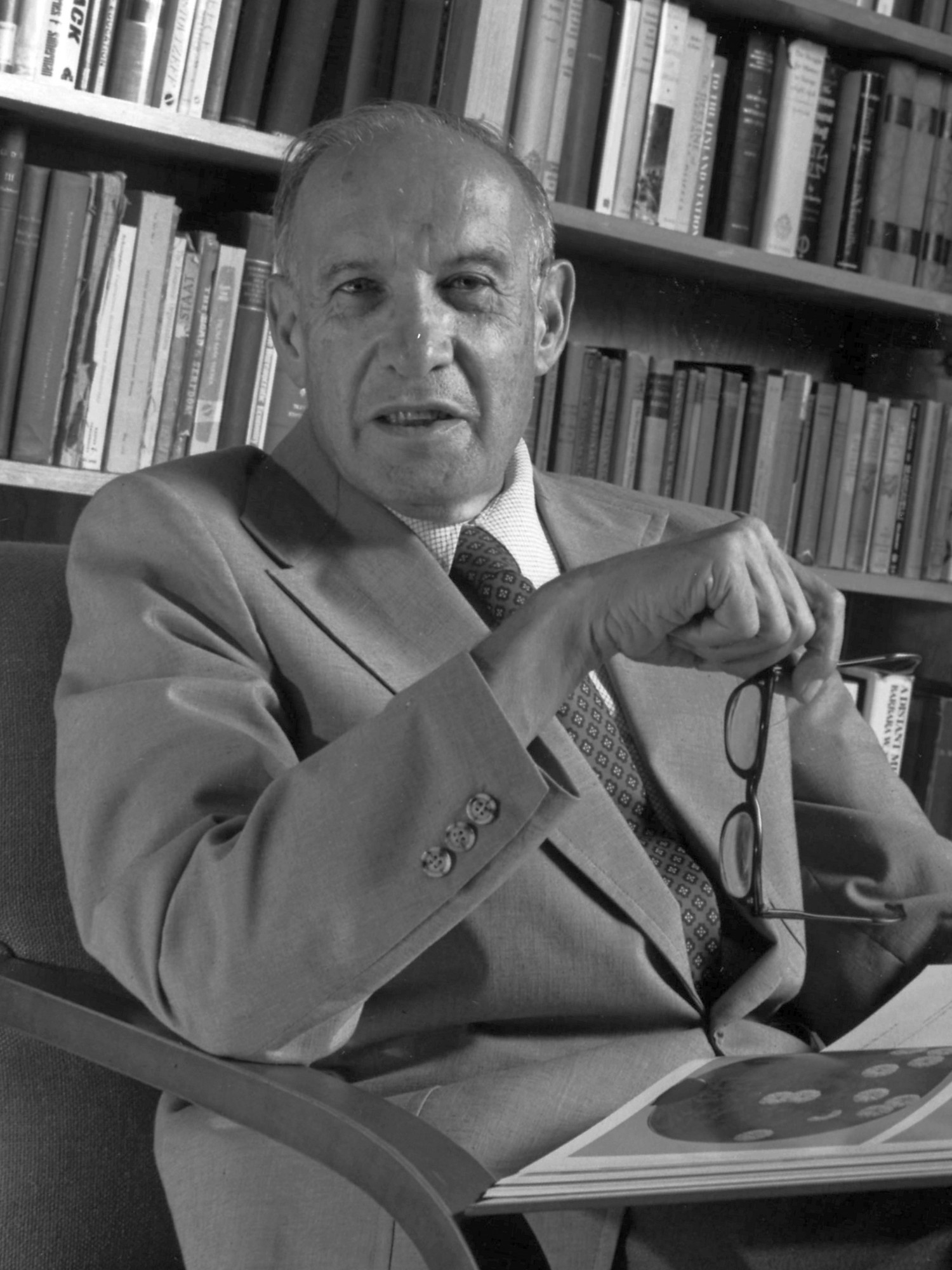
Економіст Пітер Фердинанд Друкер вірив в можливість економічного прогресу при соціальній гармонії

Ідея соціального підприємництва помітно відрізняється від основ підприємництва традиційного, проте між цими типами ділової активності є ряд спільних рис. Ще на початку XIX століття французький економіст-класик Жан-Батіст Сей характеризував підприємця як того, хто «переміщує економічні ресурси з області меншою продуктивності в область більшої продуктивності і доходу». Подібно до того, як традиційний підприємець (наприклад, Генрі Форд, Стів Джобс) змінює продуктивність традиційних економічних ресурсів, соціальний підприємець, як зазначав теоретик менеджменту Пітер Друкер, змінює продуктивність всього суспільства.
Соціальне підприємництво в сучасному суспільстві передбачає альтруїстичну манеру ведення бізнесу, зосереджену на громадських вигодах. Дослідники відзначають, що соціальне підприємництво стимулює соціальні зміни, навіть якщо його організаційні форми є невеликими і нежиттєздатними з точки зору економічної доцільності. Цей вплив розглядається соціальним підприємцем як вигодоотримування, оскільки успіх соціального підприємства залежить від ряду факторів, пов'язаних з соціальним впливом і не пріоритетних для традиційних підприємств. Тому деякі автори вважають, що різниця між «підприємництвом» і «соціальним підприємництвом» полягає, перш за все, в цілепокладанні: на відміну від класичних підприємців, соціальні підприємці не прагнуть до вилучення максимуму прибутку, а націлені на зміну несправедливих суспільних умов, створення продуктів або послуг, що сприяють соціальним перетворенням.
Соціальні підприємці, як правило, мають справу безпосередньо з гострими соціальними проблемами, причому прагнуть розглядати їх в широкому контексті, на перетині різних сфер знань, теорій і дисциплін. За деякими оцінками, такий підхід дає краще розуміння коренів громадських проблем, дозволяє розробляти інноваційні рішення і мобілізувати наявні в розпорядженні ресурси в глобальному масштабі. Як приватні, так і державні агентства у всьому світі надають підтримку нужденним громадам і окремим особам в цілому на мільярди доларів на рік. Така підтримка може сприяти формуванню і широкому поширенню інноваційних ідей.

## Історія

### Передумови
У сучасному вигляді соціальне підприємництво виникло в 1980-і роки, проте витоки явища, можливо, набагато старше. До числа тих, чия діяльність може служити прообразом соціального підприємництва, дослідники та ентузіасти відносять засновника ордена францисканців Святого Франциска Ассизького (початок XIII століття а) ; Роберта Оуена, засновника кооперативного руху (перша половина XIX століття); Флоренс Найтінгейл, засновницю першого училища для медсестер у Великій Британії, що розробила прогресивні стандарти роботи медсестер і сприяла їх широкому поширенню (1860-і роки); Віноба Бхаве, засновника індійського руху «Земля в дар» (1950-і роки), і багатьох інших. У XIX і XX століттях деякі з найуспішніших соціальних реформаторів сприяли поширенню інновацій, корисність яких в соціально-культурній, освітній, та сфері охорони здоров'я була оцінена так високо, що вони були впроваджені в національних масштабах за підтримки держави чи бізнесу . В Російської імперії ранні форми соціального підприємництва з'явилися на рубежі XIX—XX століть. Як приклад можна назвати будинок працьовитості, заснований батьком Іоанном Кронштадтський. Тут кожен, хто потребує (від одиноких матерів до бездомних) міг знайти собі роботу, отримати притулок. Ідея будинків працьовитості пізніше розповсюдилася по всій Росії.
У 1980-1990-і роки соціальне підприємництво переживало бурхливий розвиток — спочатку як ідея, що привертала дедалі більше число прихильників, потім вже в вигляді концепції зі своєю термінологією і теоретичною базою . Якраз на два останніх десятиліття XX століття припало вибухове зростання некомерційних організацій. Якщо до початку 1980-х їх число в усьому світі не перевищувала 100 000, і переважна безліч становили американські НКО, то до кінця 1990-х їх нараховувалося мільйони, причому саме США стали основним «центром зростання». В результаті виник новий багатомільярдний сектор економіки — цивільний, або, як його часто називають, третій сектор, поряд з державним і приватним секторами. Згідно з однією з точок зору, поштовхом до його появи стала концепція «нового федералізму», яка подається адміністрацією Рейгана в середині 1980-х, коли була зроблена спроба знизити розмір федерального уряду і скоротити його бюджет. Відповідальність за багато соціальних послуг була перекладена на регіони, при цьому численні благодійні організації (НКО) позбулися свого головного джерела фінансування і в умовах зростання попиту на їхні послуги були змушені шукати заробіток. Це і призвело до виникнення феномена соціального підприємництва в його сучасному вигляді.
Називаються і фундаментальніші причини підйому соціального підприємництва в багатьох країнах світу. Це так звана «всесвітня мобілізація» і викликана нею «соціальна революція», коріння якої слід шукати в зростанні добробуту населення Землі, підвищення рівня грамотності, інформованості та правосвідомості, активізації феміністських і інших правозахисних рухів, консолідації інших соціальних груп і співтовариств. Вирішальну роль зіграла поява нових засобів зв'язку, розвиток транспорту, фінансових інститутів і, як наслідок, падіння або ослаблення багатьох бар'єрів для переміщення людей, що раніше було важко здолати, ідей і грошових коштів: просторових, тимчасових, інформаційних та, зокрема, мовних. У той же час, разом з усіма цими благами до величезного числа людей прийшло гостре усвідомлення безлічі вад і недосконалостей сучасного суспільства, а також глибоке розчарування в державних і приватних інститутах, нездатних, на їхню думку, впоратися з вимогами часу. Результатом стало прагнення громадян змінити життя на краще своїми силами.

### Популяризація, організація ринку, визнання

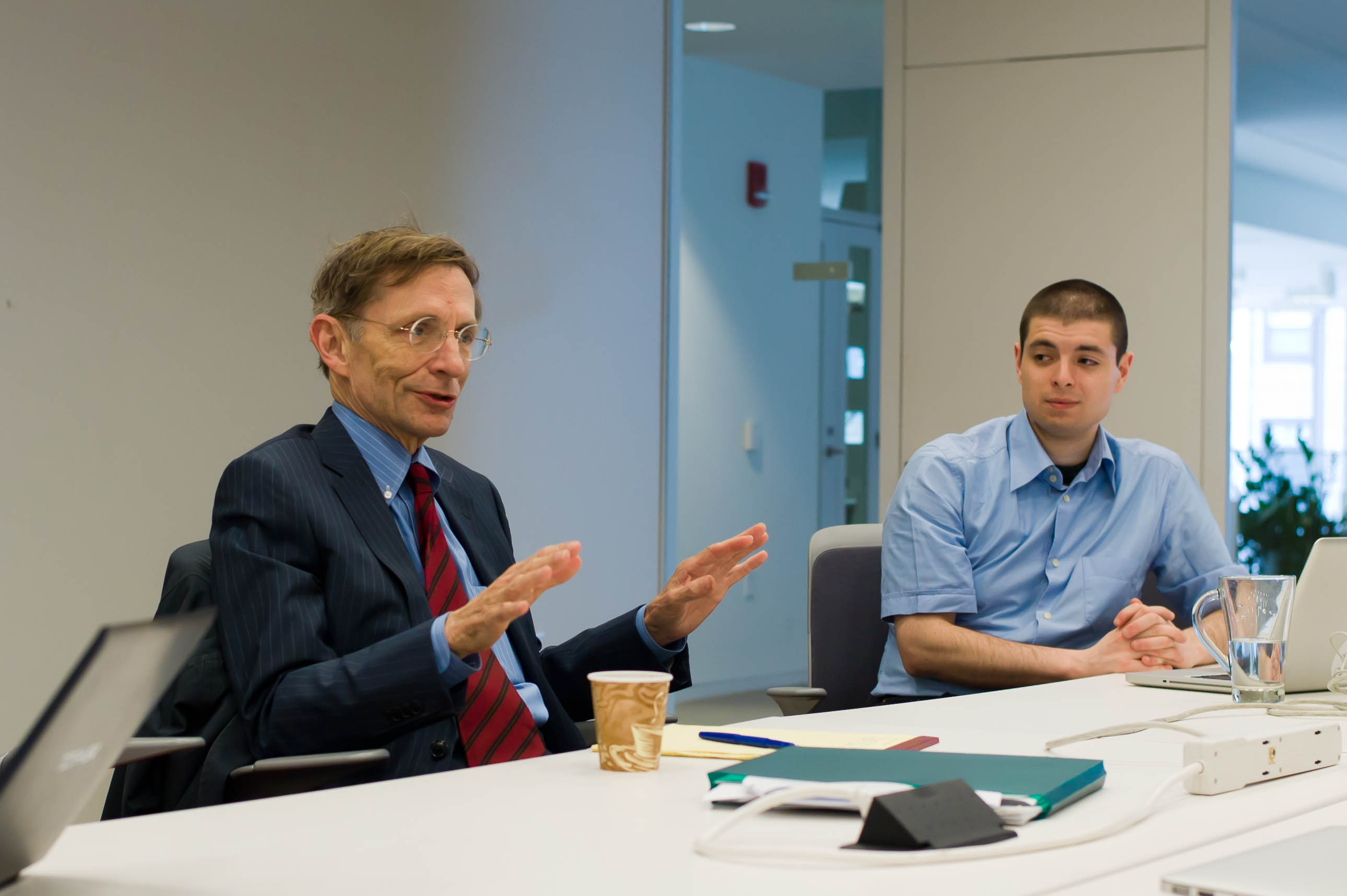
Організатор соціального підприємництва Білл Дрейтон (зліва), якому приписують популяризацію цього терміну

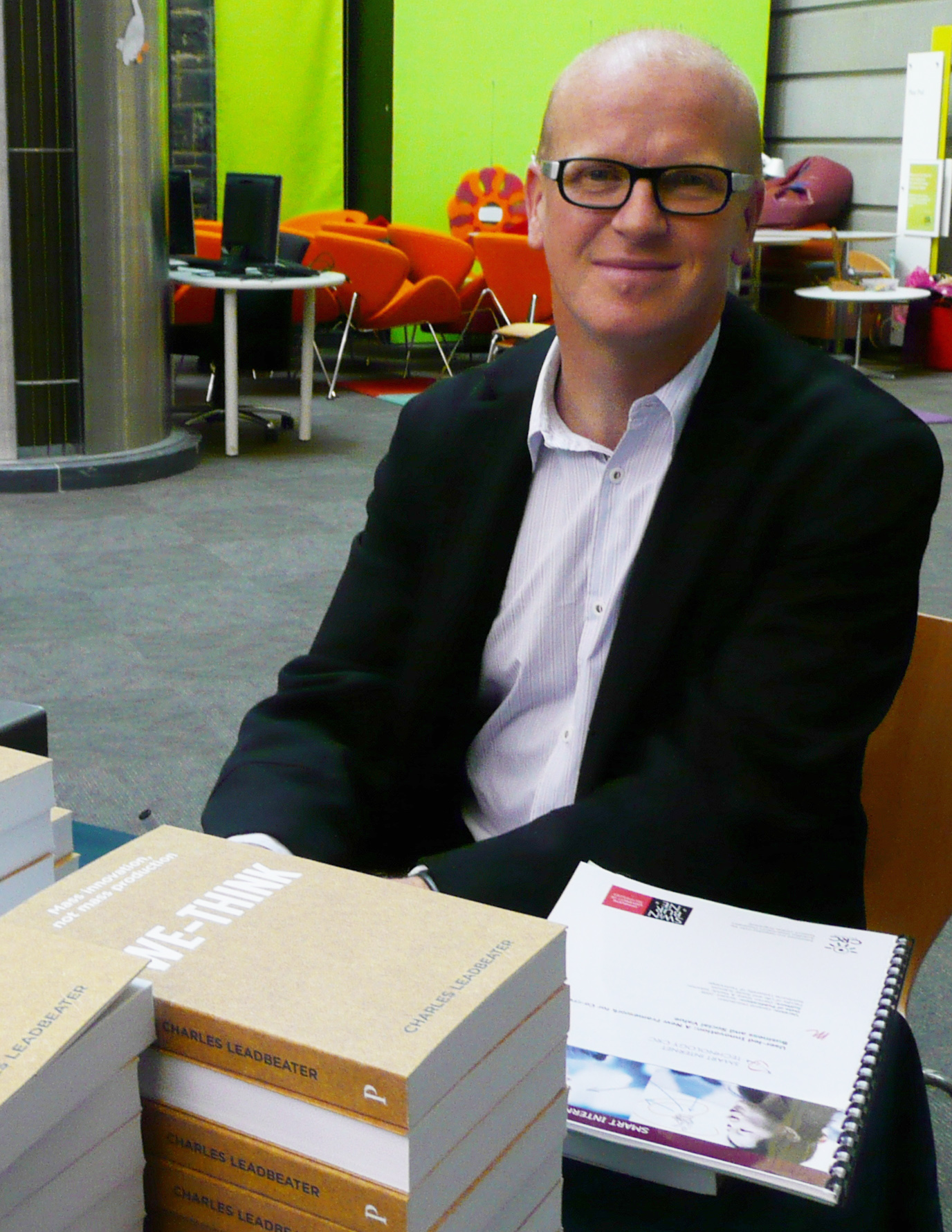
Чарльз Лідбітер, автор статті «Пришестя соціального підприємця»" (1997)

Терміни «соціальне підприємництво» (англ. social entrepreneurship) і «соціальний підприємець» (англ. social entrepreneur) вперше згадуються в 1960-1970-х роках в англомовній літературі, присвяченій питанням соціальних змін. Вони увійшли в широкий ужиток в 1980-х роках, як вважається, завдяки популяризації з боку американського бізнес-консультанта і менеджера Білла Дрейтона, якого часто називають «хрещеним батьком соціального підприємництва».
У 1980 році Дрейтон заснував фонд «Ашока», що став першою організацією, яка цілеспрямовано займається виявленням і підтримкою соціальних підприємців в усьому світі. До 2016 року кількість членів-стипендіатів фонду досягла 3000, серед них представники 89 країн. Фонд «Ашока» не користується державним фінансуванням — всі засоби, за інформацією самого фонду, організація отримує від західних благодійних фондів і великих приватних жертводавців. 1987 року досвід Дрейтона був вперше промасштабован: за моделлю фонду «Ашока» інвестор Ед Коуен заснував інший великий фонд — Echoing Green.
Віхою в історії популяризації соціального підприємництва стала публікація британського журналіста Чарльза Лідбітера «Пришестя соціального підприємця» (англ. The Rise of the Social Entrepreneur, 1997.). 1997 року британський соціолог, громадський діяч і політик Майкл Янг відкрив в Лондоні «Школу соціальних підприємців» (англ. School for Social Entrepreneurs). До 2016 року філії школи діяли по всій Великій Британії, а також в Австралії, Канаді і Ірландії. Професор Гарвардського університету Деніел Белл назвав Янга «найуспішнішим у світі підприємцем в області соціальних ініціатив».
Як професію і область для академічного вивчення соціальне підприємництво вперше представив американський економіст Грегорі Диз . У 1990-ті роки він опублікував піонерську статтю "Сенс "соціального підприємництва "" (англ. The Meaning of "Social Entrepreneurship", 1998) і ряд інших робіт і згодом очолив Центр розвитку соціального підприємництва при Університеті Дюка. В цілому Грегорі Диз присвятив опису і вивченню явища соціального підприємництва 15 років, випустивши понад 60 публікацій з цієї теми.

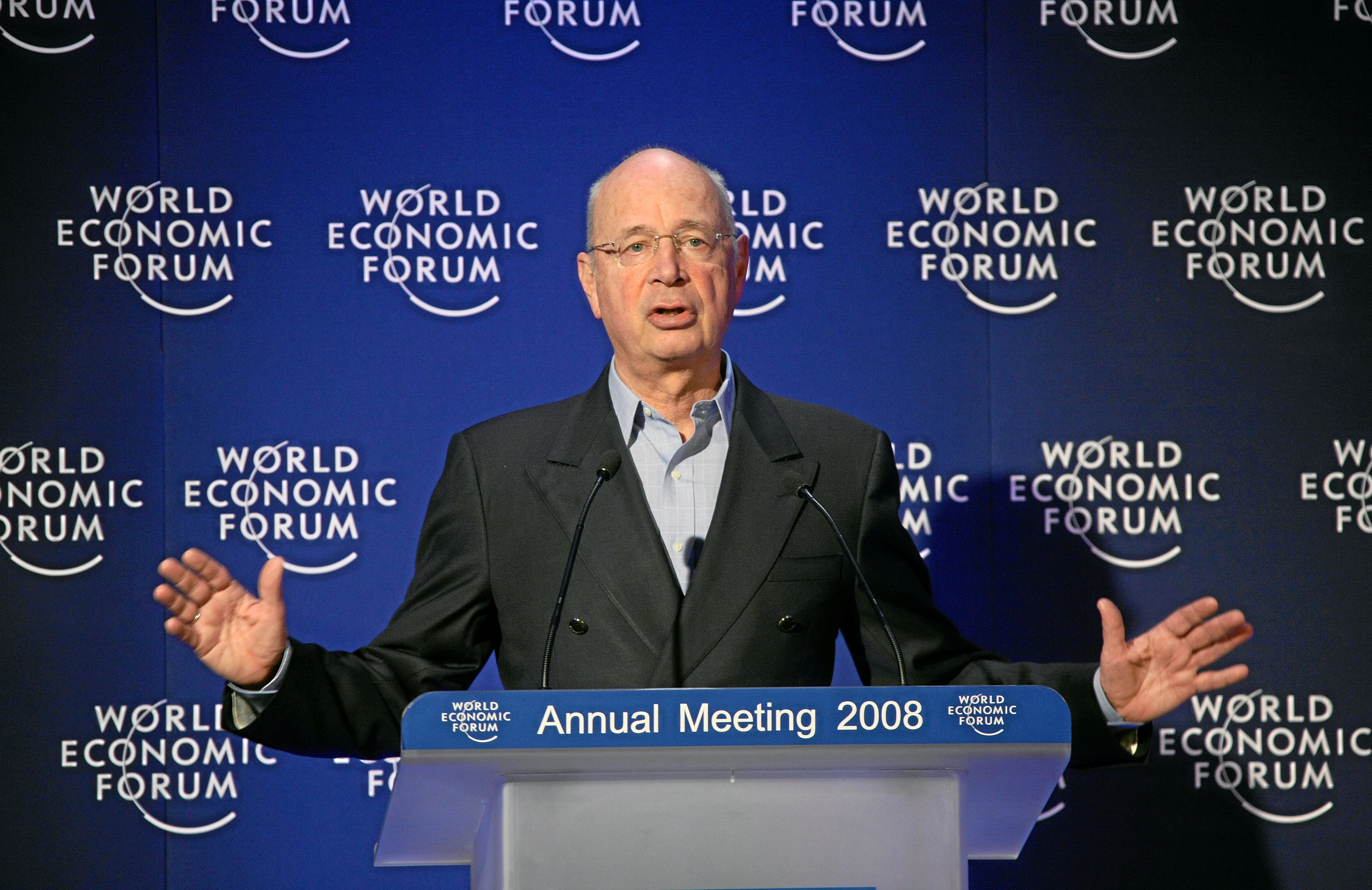
Клаус Шваб на Всесвітньому економічному форумі в Давосі, 2008 рік

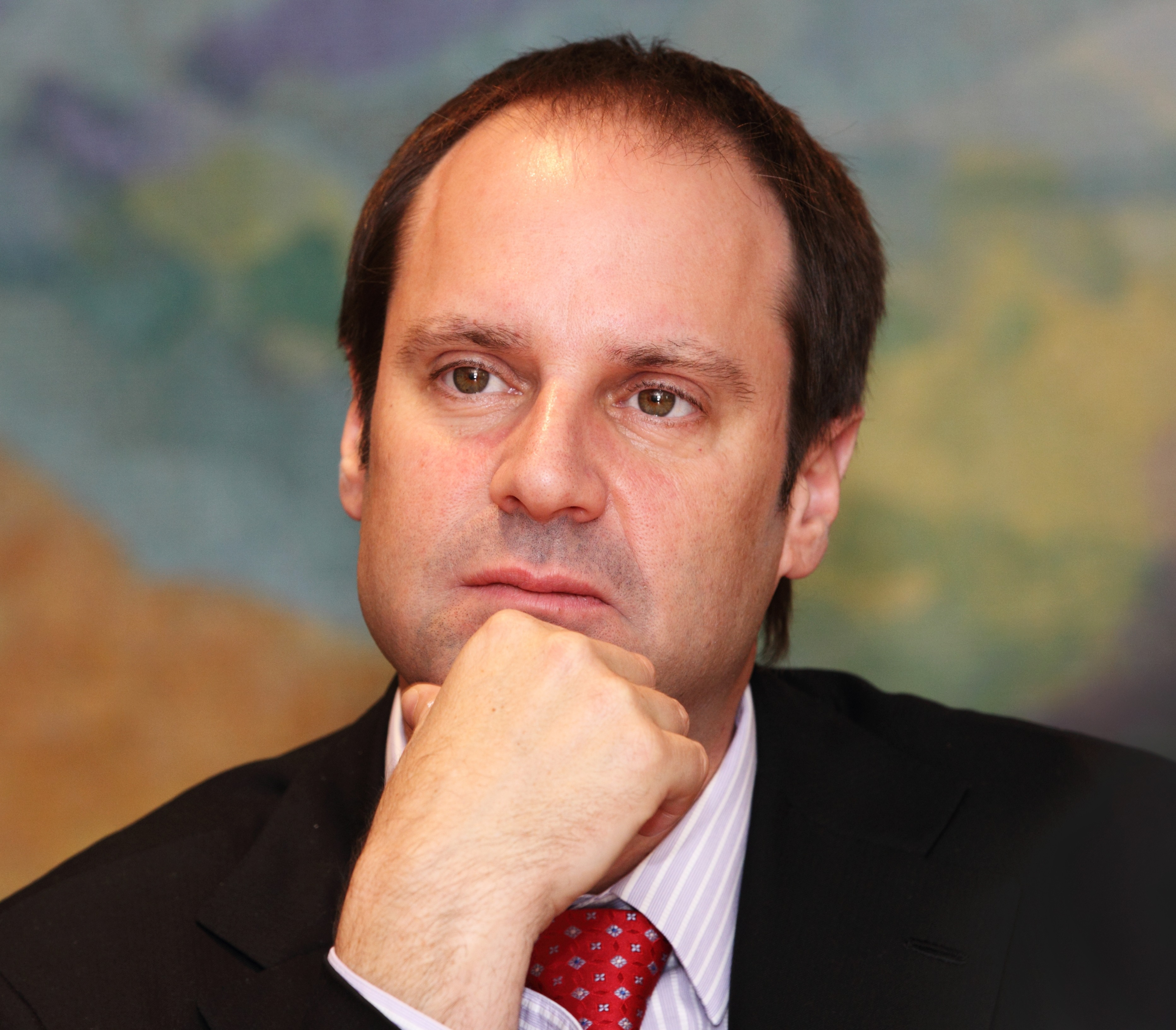
Джеффрі Сколл

В 1998 році швейцарський економіст, засновник і беззмінний президент Всесвітнього економічного форуму в Давосі Клаус Шваб і його дружина Хільда заснували «Фонд соціального підприємництва Шваба» для підтримки «світової спільноти видатних соціальних підприємців». Очолює «Фонд Шваба» колишній високопоставлений чиновник ВООЗ Памела Хартіган. На 2007 рік фонд забезпечив підтримку 72 соціальним підприємцям з усього світу. До 2016 року, за даними самого фонду, їх число перевищило 260. Щороку Фонд вибирає 20-25 соціальних підприємців в рамках глобального конкурсу «Соціальний підприємець року». Фонд проводить регіональні економічні конференції, а також Всесвітній економічний форум в Давосі, куди отримують запрошення і соціальні підприємці .
Через рік після заснування «Фонду Шваба», в 1999 році, в США з'явився ще один великий фонд, заснований Джеффрі Сколлом, — північноамериканським інвестором і філантропом, першим президентом компанії eBay. Сколл продав свою частку в eBay за 2 мільярди доларів, пожертвував половину цієї суми до фонду свого імені і очолив його. «Фонд Сколла» спеціалізується на інвестиціях в соціальні підприємства, пов'язані з підтримкою охорони здоров'я та освіти в країнах, що розвиваються. За програмою грантів «Фонд Сколла» виділяє до 1 мільйона доларів США на кожен проєкт впродовж трьох років, домагаючись його виходу в стадію «дослідно-промислових випробувань», за яким відбудеться не тільки реалізація, але і подальше розширення і масштабування. Так, в 2003 році Фонд Сколла надав 55 мільйонів доларів на розробки в галузі соціального підприємництва.

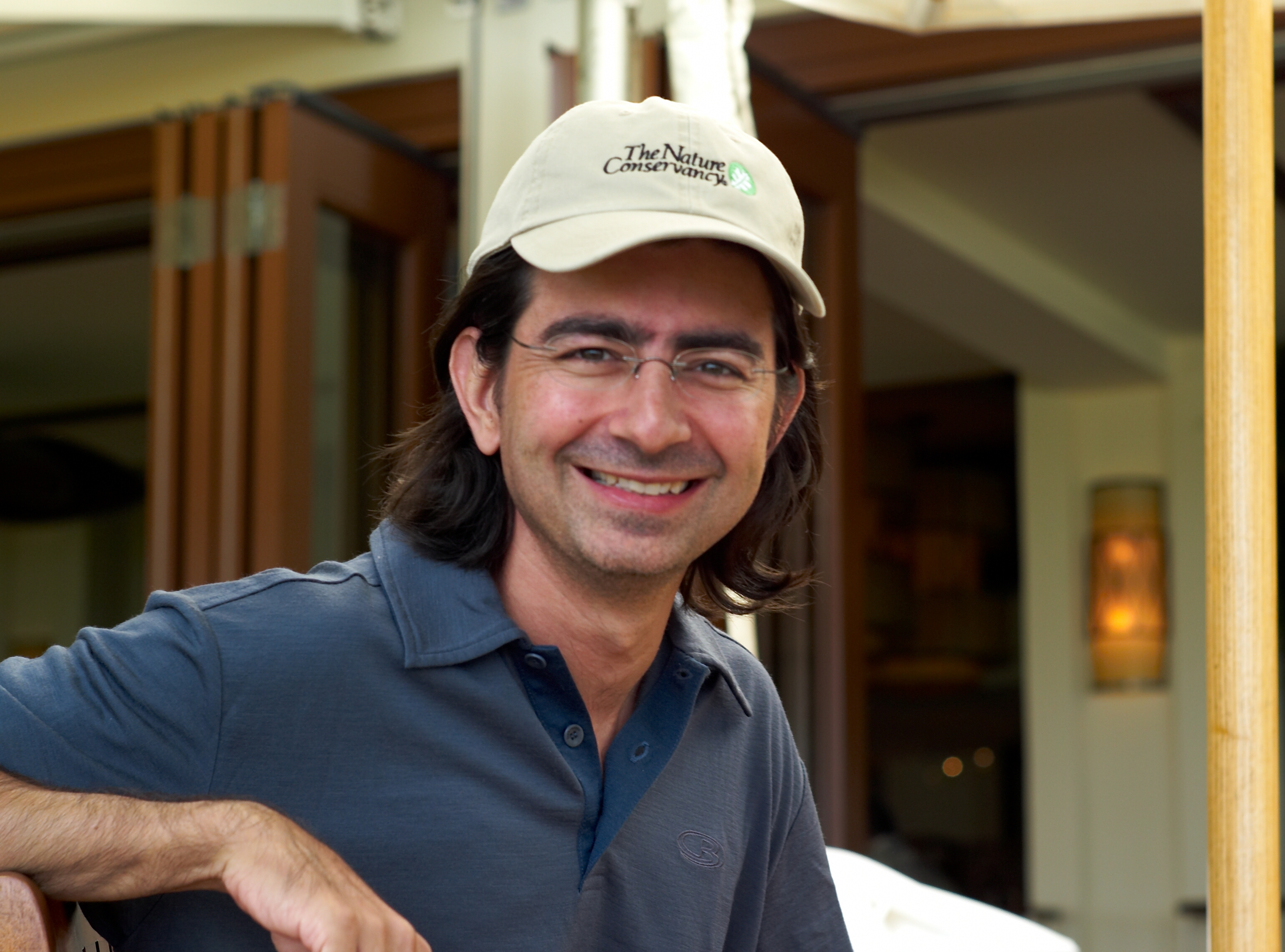
П'єр Омідьяр, засновник інтернет-аукціону eBay і «Мережі Омідьяра»

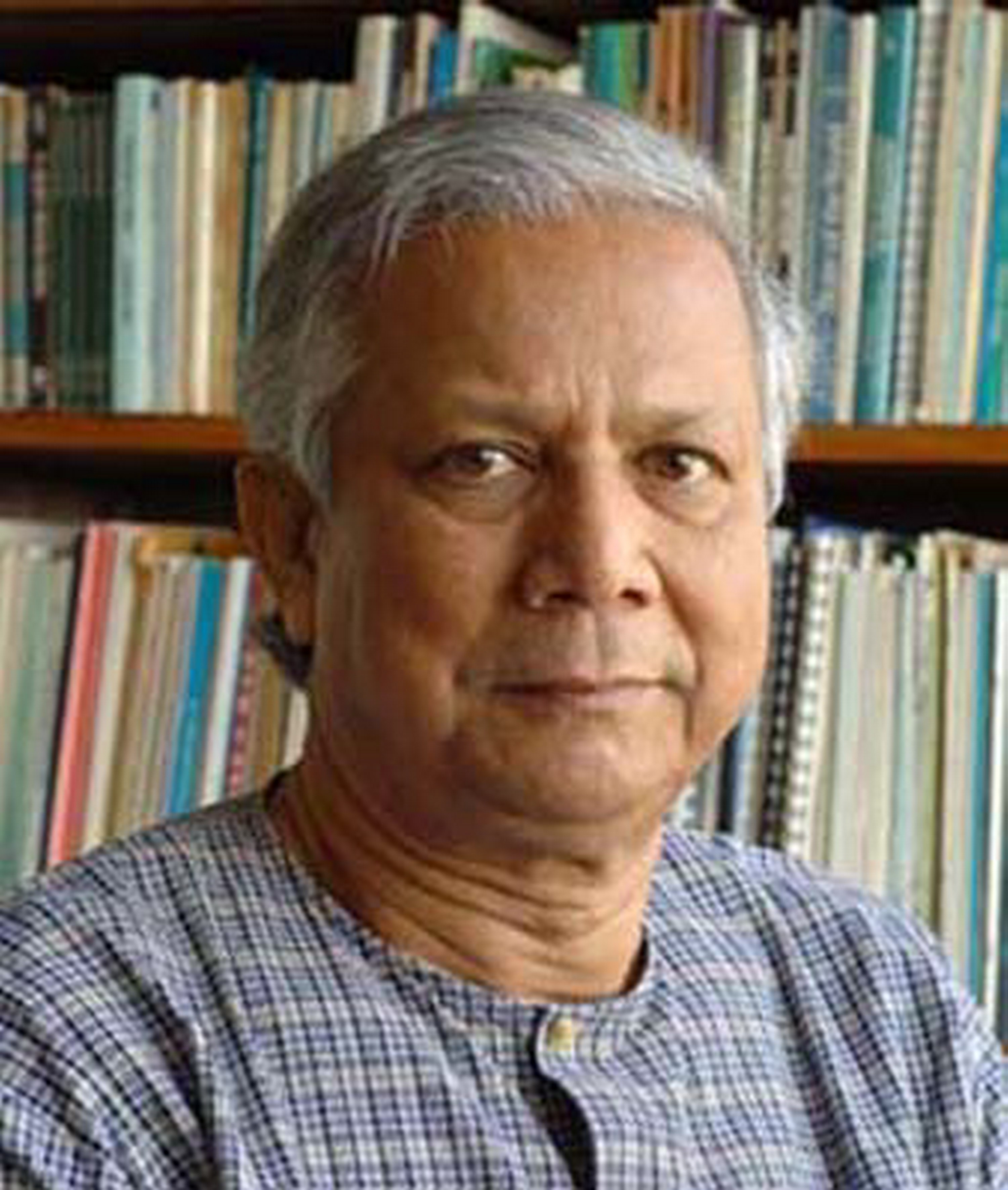
Мухаммад Юнус, засновник Grameen Bank і Нобелівський лауреат

У 2004 році засновник і голова ради директорів eBay П'єр Омідьяр пішов за прикладом свого колишнього співробітника і заснував «Мережу Омідьяра» — приватний некомерційний венчурний інвестиційний фонд, що спеціалізується на інвестиціях в стартапи в галузі соціального підприємництва практично у всіх галузях. Фонд воліє інвестувати від 1 до 10 мільйонів доларів в комерційні компанії і від 0,5 до 5 мільйонів — в некомерційні організації та проєкти. Загальний обсяг інвестицій обчислюється сотнями мільйонів доларів, особливу увагу «Мережа Омідьяра» приділяє створенню умов для мікрофінансування.
Великий популяризаторський ефект справило присудження Нобелівської премії миру 2006 року професору Мухаммаду Юнусу з Бангладеш. Юнус заснував Grameen Bank, який став піонером концепції мікрокредитування інноваторів в декількох країнах Азії, Африки та Латинської Америки, що розвиваються. Після присудження Нобелівської премії Юнус став культовою і центральною фігурою в світі соціального підприємництва, з його ім'ям пов'язані безліч ініціатив, включаючи Міжнародний день соціального бізнесу, що проводиться з 2010 року, як правило, відзначається в ряді країн 28 червня, в день його народження.
У 2009 році багато провідних гравців ринку інвестицій соціального впливу, включаючи ряд найбільших організаторів соціального підприємництва, об'єдналися в Global Impact Investing Network (GIIN, «Глобальна мережа інвестицій впливу»), створену з ініціативи Фонду Рокфеллера, банку JPMorgan Chase і Агентства США з міжнародного розвитку (USAID), з метою вироблення методологічної бази і стандартів, спільної стратегії, координації діяльності, розширення її масштабів, ефективності впливу і зниження транзакційних витрат членів організації. Штаб-квартира GIIN розташована в Нью-Йорку.

### Роль технологій
Інформаційна революція кінця XX — початку XXI століття, яка призвела до створення Інтернету, а потім соціальних мереж і соціальних медіа, зіграла ключову роль для успіху і співпраці багатьох соціальних підприємців. Інтернет-ресурси, в тому числі спеціалізовані (краудфандінгові і краудсорсінгові), являють собою ефективний інструмент для збору пожертв , реалізації інших, складніших схем фінансування проєктів соціального підприємництва, а також спільної роботи над ними.
Існують великі портали, які присвячені роботі з некомерційними організаціями щодо пожертв ( GuideStar ), або інформування ( OneClimate ,  TakePart ), бази даних НКО і вакансій (Idealist), платформи і мережеві спільноти для фандрайзинг у ( Network for Good ) і адресного фінансування проєктів (GlobalGiving) . Ряд ресурсів сфокусовані на одному напрямку спільної соціально-значимої діяльності, наприклад, екологічної ( Care2 ), або на перетворюючому інвестуванні (Kiva,  MicroPlace ). Існують проєкти для координації роботи волонтерів ( Hands on Network ,  Do Something ), які також дозволяють професіоналам надавати безоплатну допомогу, наприклад, юридичну (LexMundiProBono) .
Існують соціальні мережі, побудовані навколо теми соціального підприємництва. Зокрема, в 2010 році Кріс Г'юз, один із засновників Facebook, запустив соціальну мережу Jumo . Через рік проєкт був викуплений соціально-орієнтованою компанією Good Worldwide.

## Проблема формалізації соціально-підприємницької діяльності
Перехід від концепції соціального підприємництва, висунутої у вкрай загальній формі до єдиного формального визначення не завершений. Попри всі труднощі, концепція соціального підприємництва як явища і соціального підприємця як його провідника еволюціонувала і уточнювалася впродовж декількох десятиліть, паралельно з розвитком самої сфери діяльності.
До соціального підприємництва відносять багато видів діяльності, які пов'язані з розвитком суспільства . Часто до соціальних підприємців зараховують благодійників, громадських працівників, екологів та інших соціально-орієнтованих діячів. Труднощі з однозначним віднесенням того чи іншого діяча до числа соціальних підприємців обумовлені ще й тим, що кар'єрний шлях кожного з них істотно відрізняється від інших .

### Розбіжності у визначення
Класичним вважається визначення соціального підприємництва, наведене Грегорі Дізом в статті «The Meaning of „Social Entrepreneurship“» 1998 року. Воно отримано шляхом додавання соціального аспекту до визначення традиційного підприємництва, запозиченого з робіт Йозефа Шумпетера, Жана-Батіста Сея, Пітера Друкера і Говарда Стівенсона. За словами Діза, соціальні підприємці — це агенти змін в соціальному секторі, завдяки:

- Прийняття місії, спрямованої на створення та підтримку соціальної цінності (а не тільки цінності для індивідуума);
- Виявлення і невтомна реалізація нових можливостей, пов'язаних з цією місією;
- Участь в процесі постійних інновацій, адаптації та навчання;
- Сміливим діям, які не обмежені вже наявними ресурсами;
- Загостренному почуттю відповідальності за долю соціальних груп, для яких вони працюють, і за результат своєї діяльності.

Оригінальний текст (англ.)

-  Adopting a mission to create and sustain social value (not just private value),
-  Recognizing and relentlessly pursuing new opportunities to serve that mission,
-  Engaging in a process of continuous innovation, adaptation, and learning,
-  Acting boldly without being limited by resources currently in hand, and
-  Exhibiting heightened accountability to the constituencies served and for the outcomes created.

Таким чином, за Дізом, соціальне підприємництво — це застосування практик традиційного підприємництва для досягнення соціальних цілей або виконання соціальної місії . Джерр Боші в роботі «Об'єднання місії і грошей: керівництво для членів ради з соціального підприємництва» (англ. Merging Mission and Money: A Board Member's Guide to Social Entrepreneurship, 1998) підсилює  це визначення, підкреслюючи необхідність балансу між двома компонентами:

Соціальні підприємці — це керівники, які приділяють підвищену увагу ринковим механізмам,  не упускаючи  при цьому з уваги свою основну місію і таким чином досягаючи балансу між моральними імперативами і прагненням до прибутку — і цей процес є серцем і душею всього соціального руху.
Оригінальний текст (англ.)
[«Social entrepreneurs» are nonprofit executives who pay increasing attention to market forces without losing sight of their underlying missions, to somehow balance moral imperatives and the profit motives -- and that balancing act is the heart and soul of the movement.] Помилка: {{Lang}}: текст вже має курсивний шрифт (допомога)

За наступні 10 років було сформульовано безліч визначень соціального підприємництва. Деббі Брок і Сьюзен Стейнер в додатку до статті «Освіта в галузі соціального підприємництва: чи досягає вона бажаних цілей?» (англ. Social Entrepreneurship education: Is it achieving the desired aims?, 2008) наводять 13 таких визначень, запропонованних як теоретиками (Алекс Ніколлс, Девід Борнштейн, Пол Лайт, Джоанна Мейр, Шеррілл Джонсон та інші), так і практиками-організаторами соціального підприємництва (фонд Ашока, фонд Шваба, фонд Сколла і інші).
В цілому цей період еволюції уявлень про сутність соціального підприємництва став періодом фіксації спостережень , які зачіпають окремі, розрізнені аспекти. Наприклад, Перріні і Вурро в 2004 році помітили, що соціальні підприємці демократичніші і колегіальніші, ніж звичайні в процесі прийняття рішень в своєму середовищі. Джоанна Мейр і Ернесто Нобоа вважають, що соціальний підприємець відрізняється від звичайного великим невдоволенням стану речей, що є навколо. Ганеш Праду передбачає, що соціальні підприємці можуть розраховувати на більшу підтримку в суспільстві, ніж традиційні. Однак жоден з цих ознак не унікальний для соціального підприємця, багато бізнесменів володіють цими якостями окремо і навіть в сукупності .
Іноді аналітикам вдавалося вносити в складну картину, що утворювалась, істотні уточнення і доповнення, що не викликали заперечень. Зокрема, Хелен Хох і Пол Трейсі в 2004 році заявили, що при роботі соціального підприємства «надлишки, що виникають повинні використовуватися в інтересах „клієнтів“ соціального підприємства, а не осіб, його контролюючих». Однак в умовах бурхливого розвитку галузі та її теоретичної бази такі випадки залишаються поодинокими, а спроби серйозніших узагальнень виявляють розбіжності вже на новому рівні .
Аналогічні труднощі виникають і щодо терміну «соціальний підприємець». Наприклад, часто його відносять тільки до засновників організацій, що провадять діяльність суто на зароблені кошти, тобто на дохід, отриманий безпосередньо від споживача. У той же час, згідно з ширшим трактуванням, соціальні підприємці можуть укладати контракти з органами влади, отримувати гранти і збирати пожертви.

### Маніфест Мартіна і Осберг

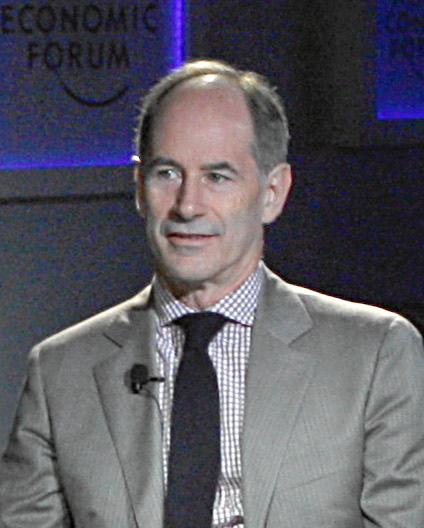
Роджер Мартін

У 2007 році професор Роджер Мартін і глава Фонду Сколла Саллі Осберг опублікували в журналі  Stanford Social Innovation Review  статтю-маніфест «Соціальне підприємництво потребує точного визначення»(англ. Social Entrepreneurship: The Case for Definition), в якому вказали, що витоки надмірної інклюзивності поняття «соціальне підприємництво» криються в розмитості терміну" підприємництво", тоді як з поняттям «соціальності» проблем не виникає.
Якщо звичайна підприємницька діяльність існує впродовж століть, а самі підприємці благополучно обходяться без її точного визначення, то для соціального підприємництва, на думку авторів, в такому стані речей криється небезпека  :

Соціальне підприємництво є привабливою конструкцією саме тому, що його перспективи дуже значні. І якщо ці перспективи не стануть реальністю — в силу того що визначення терміна включає занадто багато «непідприємницьких» ініціатив — то тоді репутація СП буде підірвана, а ідея справжнього СП — втрачена. Ми вважаємо, що для запобігання цій загрозі слід сформулювати точніше визначення, яке дозволить нам встановлювати ступінь причетності до СП того чи іншого виду діяльності.
Оригінальний текст (англ.)
If that promise is not fulfilled because too many “nonentrepreneurial” efforts are included in the definition, then social entrepreneurship will fall into disrepute, and the kernel of true social entrepreneurship will be lost. Because of this danger, we believe that we need a much sharper definition of social entrepreneurship, one that enables us to determine the extent to which an activity is and is not “in the tent.”

Мартін і Осберг заявили, що всі якості, необхідні пересічному підприємцю (натхнення, творчість, готовність безпосередньо брати участь в реалізації нової ідеї, сміливість, стійкість), притаманні і підприємцю соціальному. Різниця між ними полягає «в суті ціннісності пропозиції», і для соціального підприємця воно полягає в створенні масштабного суспільного блага.
Соціальні підприємці, по Мартіну і Осберг, прагнуть за допомогою прямого впливу створити нове стійке і справедливіше «положення рівноваги» в суспільстві або в цільовій соціальній групі. Цим вони відрізняються як від громадських діячів, які надають лише непрямий  вплив, так і від провайдерів соціальних послуг, які не прагнуть до створення нового «положення рівноваги» ' '(див. таблицю зліва)' ' .
Концепція Мартіна і Осберг також не отримала загального визнання , проте дотепер аналітики сходяться на думці, що для досягнення прориву в розробці єдиного визначення соціального підприємництва необхідно встановити його функції, відокремивши їх, зокрема, від функцій благодійності та добровольчого сектора.

### Подальші спроби визначення
Спроби точніше визначити соціальне підприємництво тривають. Наприклад, автори збірника "Social Entrepreneurship and Social Business. An Introduction and Discussion with Case Studies «(2012) йдуть „від зворотного“, вказуючи, чим соціальне підприємництво, на їхню думку,  не» 'є: це не «синонім соціального бізнесу», не «нова форма соціальної відповідальності», не «єдина модель соціальних інновацій» і, нарешті, «не новий сектор», оскільки межі його розмиті і можуть включати в себе компоненти приватного, державного та громадянського секторів.
Спостереження за діячами, що мають репутацію найвизначніших соціальних підприємців, також може стати ефективним способом поповнення знань і уточнення уявлень про соціальне підприємництво.

Діловий і соціальний сектори використовують різні процеси прийняття рішень і, відповідно, говорять на різних мовах. Успішний соціальний підприємець діє подібно перекладачеві, дипломату і посереднику між ними.
— Дж. Кікал, Т. Лайонс
Не менш важливою для соціального підприємця виявляється здатність діяти в межах певного соціального контексту, він повинен уміло використовувати культурні, політичні, юридичні, фінансові та інші інфраструктури .
Глибший аналіз розбіжностей навколо визначення соціального підприємництва дозволяє розкрити два принципово різних погляди на це явище; дослідники, як правило, тяжіють до одного з них:
1. Соціальне підприємництво як набір практик, які можуть бути пов'язані з організаціями (хоча це і не обов'язкова умова)
2. Соціальне підприємництво як діяльність некомерційних організацій, що намагаються підвищити свою ефективність за допомогою методів традиційного бізнесу [5].

Концепція соціального підприємництва пройшла шлях від припущення про можливість застосування інструментів бізнесу до соціальної сфери через усвідомлення необхідності балансу між цими складовими до уявлення про їх однорідний «сплав». Лайонс і Кікал підкреслюють, що на 2014 рік мова вже не йде про надання соціального сектору окремих рис підприємництва або про наділення бізнесу соціальною свідомістю, і що тільки «суміш двох областей» дозволяє ефективно досягати стійких соціальних результатів .
Масив літератури, присвяченої соціальному підприємництву, продовжує зростати, і автори майже кожної монографії зачіпають проблему дефініції. Аналітики часто призводять огляди найвідоміших визначень, автори прикладнішої літератури можуть обмежуватися одним визначенням, яке «добре підходить для наших потреб». Варіативність визначень, що зберігається, ускладнює аналіз, але в той же час надає широкий простір для міждисциплінарних досліджень.
Спроби точніше визначити соціальне підприємництво тривають. Наприклад, автори збірника "Social Entrepreneurship and Social Business. An Introduction and Discussion with Case Studies «(2012) йдуть „від зворотного“, вказуючи, чим соціальне підприємництво, на їхню думку,  не» 'є: це не «синонім соціального бізнесу», не «нова форма соціальної відповідальності», не «єдина модель соціальних інновацій» і, нарешті, «не новий сектор», оскільки межі його розмиті і можуть включати в себе компоненти приватного, державного та громадянського секторів.
Спостереження за діячами, що мають репутацію найвизначніших соціальних підприємців, також може стати ефективним способом поповнення знань і уточнення уявлень про соціальне підприємництво.

Діловий і соціальний сектори використовують різні процеси прийняття рішень і, відповідно, говорять на різних мовах. Успішний соціальний підприємець діє подібно перекладачеві, дипломату і посереднику між ними.
— Дж. Кікал, Т. Лайонс
Не менш важливою для соціального підприємця виявляється здатність діяти в межах певного соціального контексту, він повинен уміло використовувати культурні, політичні, юридичні, фінансові та інші інфраструктури .
Глибший аналіз розбіжностей навколо визначення соціального підприємництва дозволяє розкрити два принципово різних погляди на це явище; дослідники, як правило, тяжіють до одного з них:
1. Соціальне підприємництво як набір практик, які можуть бути пов'язані з організаціями (хоча це і не обов'язкова умова)
2. Соціальне підприємництво як діяльність некомерційних організацій, що намагаються підвищити свою ефективність за допомогою методів традиційного бізнесу [5].

Концепція соціального підприємництва пройшла шлях від припущення про можливість застосування інструментів бізнесу до соціальної сфери через усвідомлення необхідності балансу між цими складовими до уявлення про їх однорідний «сплав». Лайонс і Кікал підкреслюють, що на 2014 рік мова вже не йде про надання соціального сектору окремих рис підприємництва або про наділення бізнесу соціальною свідомістю, і що тільки «суміш двох областей» дозволяє ефективно досягати стійких соціальних результатів .
Масив літератури, присвяченої соціальному підприємництву, продовжує зростати, і автори майже кожної монографії зачіпають проблему дефініції. Аналітики часто призводять огляди найвідоміших визначень, автори прикладнішої літератури можуть обмежуватися одним визначенням, яке «добре підходить для наших потреб». Варіативність визначень, що зберігається, ускладнює аналіз, але в той же час надає широкий простір для міждисциплінарних досліджень.

## Організаційно-правові форми соціальних підприємств
Різні автори пропонують різні класифікації соціальних підприємств за організаційним визнанням. Наприклад, Джон Елкінгтон и Памела Хартіган в книзі Сила нерозумних людей розглядають три моделі організації соціальних підприємств:
1. Некомерційну підсиленого впливу (The Leveraged Non-Profit):  для реагування на соціальні потреби використовують доступні традиційні ресурси (кредити, гранти, пожертви). Характерно інноваційне використання засобів, що є в наявності, які дозволяють підвищити їх ефективність[47].
2. Соціальні ділові підприємства (Social Business Venture): призначені для створення змін на основі державних коштів. Соціальні ділові підприємства розвиваються в умовах відсутності зовнішнього фінансування та вимушено перетворюються на комерційні підприємства[47].
3. Гібридна некомерційна (Гібридна некомерційна організація):  може приймати безліч форм, що відрізняється від некомерційного посиленого впливу готовності використовувати власний прибуток для підтримки своєї діяльності. Гібридні некомерційні організації часто створюються для удосконалення результатів неефективного державного регулювання або фіаско ринку, бо вони приносять дохід для субсидіювання функціонування за межі кредитів, грантів та інших форм традиційного фінансування[48].

Христина Хемінгуей звертає увагу також на гібридні комерційні моделі, коли звичайний бізнес витрачає деяку частину свого прибутку на соціальну, культурну або екологічну діяльність. Співробітники корпорацій можуть також брати участь в соціальному підприємництві, зі схвалення керівництва компанії або без нього. Така діяльність визначається як корпоративне соціальне підприємництво.
Кікал і Лайонс, в свою чергу, пропонують модель, яка претендує на всеосяжність, розглядаючи повний спектр всіляких структурних форм соціальних підприємств, від повністю некомерційних до чисто комерційних, включаючи численні гібридні форми.

### Чисто некомерційна форма
Некомерційні організації (НКО) можуть мати зиск зі своєї діяльності. При цьому вони не можуть розподіляти отриману виручку між інвесторами та власниками, а повинні цілком направляти її на досягнення цілей організації. Крім того, отриманий прибуток не може перевищувати певної встановленої величини. Таким чином, власне підприємницька складова діяльності соціальних підприємців, які обирають форму НКО, виявляється спочатку істотно обмеженою.
У той же час, основна частина інвестицій великих філантропів (Ashoka, Echoing Green, Acumen Fund) надходить некомерційним організаціям. Також важливо, що такі інвестори, як і венчурні капіталісти з приватного сектора, забезпечують НКО не тільки грошима, а й навчальними ресурсами, надають консультаційну, інформаційну та логістичну підтримку. Для оцінки ефективності роботи філантропів використовується показник соціального повернення на інвестиції (SROI) . Серед інших переваг такої форми — звільнення від податоків і максимально широкий вибір джерел фінансування: членські внески, пожертви, гранти, позики.
З іншого боку, соціальні підприємства виявляються особливо чутливими до фундаментальних недоліків форми НКО, на практиці лише мінімально контролюючи свою діяльність. Так, соціальні підприємці змушені діяти в руслі інтересів інвесторів, які, наприклад, часто готові фінансувати тільки один з напрямків діяльності соціального підприємства. Спонсори часто зацікавлені в репутації «прогресивних» і для її підтримки йдуть по найпростішому шляху, фінансуючи ризиковані інноваційні проєкти на найпершому етапі. Потім вони припиняють підтримку і переключаються на інші стартапи, говорити ж про підтримку розвитку не матеріальної бази, а самих компаній і навичок підприємців, як правило, і зовсім не доводиться. Складнощі виникають і з наданням звітності з конкретними вимірюваними результатами, оскільки рішення соціальних проблем вимагає тривалого часу, а гранти зазвичай видаються на короткий термін (1-3 роки). В результаті багато соціальних проєктів, які успішно стартували, закриваються.
Серед останніх віянь, покликаних дещо згладити негативні сторони функціонування соціальних підприємств в формі НКО, можна виділити:
- Так звану «електронну філантропію» (благодійність через Інтернет), що дозволяє, в середньому, залучати значно більші суми пожертв при зниженні витрат і витрат (включаючи тимчасові) [54].

- Довгострокові кредити (для забезпечення оборотного капіталу), що надаються фондами, що працюють з банками, через спеціальні фінансові інструменти (так звані «програмні інвестиції» — program-related investments, PRI — гібридна форма між грантом і  традиційною інвестицією [en])[55].

- Малоприбуткове товариство з обмеженою відповідальністю (Low-profit limited-liability company,  L3C [en]) (форма НКО, яка набирає популярність в США), що дозволяє поєднувати переслідування благодійних цілей, які залишаються пріоритетними, і розподіл прибутку. У разі, якщо прибуткова діяльність стає для L3C основною, така організація може змінити свій статус на комерційний[52].

### Чисто комерційна форма
Соціальні підприємства у вигляді чистих комерційних структур нічим не відрізняються від звичайних комерційних підприємств, за винятком наявності задекларованої соціальної місії. Відповідно вони можуть існувати у вигляді приватно-підприємницької діяльності (індивідуальний підприємець), комерційного партнерства (товариства), товариства з обмеженою відповідальністю (ТОВ) або акціонерного товариства (АТ).
Можливі й інші форми і різновиди перерахованих, специфічні для законодавств різних країн. Зокрема, в США існує новий експериментальний тип корпорацій — корпорації по забезпеченню громадських інтересів (benefit corporation,  B-корпорація ). Такі корпорації проходять сертифікацію і зобов'язані  не тільки отримувати прибуток, але і слідувати явно вираженій соціальній місії, виконання якої відстежується незалежними спостерігачами, натомість отримувати деякі податкові послаблення. На 2016 рік закон про B-корпорації прийнятий у 30 штатах.
На відміну від НКО, комерційні організації мають набагато вужче коло основних джерел доходу: кошти власників, членів їх сімей та друзів, кредити комерційних банків для покриття дефіциту оборотного капіталу, капітал для проміжного фінансування (брідж-кредити), кошти приватних венчурних інвесторів (бізнес-ангелів), венчурний капітал.
Таким чином, власники соціальних підприємств у формі комерційних організацій отримують можливість залишати прибуток або її частину собі, а також максимальний контроль за своїми підприємствами, але при цьому мінімальний набір способів їх фінансування і підтримки ззовні.
Збереження балансу між необхідністю отримання прибутку і виконанням соціальної місії — завдання, що виявляється не під силу багатьом підприємцям, які вимушено обирають інші структурні форми соціального підприємства. Серед успішних прикладів Кікол і Лайонс називають комерційну продуктову компанію Newman's Own, власники якої направляють 100 % прибутку на освітні та благодійні потреби.

### Гібридні форми
Гібридні структури надають різноманітні гнучкі можливості для діяльності соціальних підприємців, і тому є найбільш цікавим і привабливим варіантом підприємства, що переслідує соціальні цілі. Існує безліч видів таких структур, серед типових можна виділити:
Комерційні організації з некомерційними підрозділами. Такі підрозділи, на відміну від «материнських» компаній, здатні приймати пожертви і гранти. Приклад: комерційна компанія Pura Vida Coffee, що займається продажем кави, і її некомерційне підрозділ Pura Vida Partners, котрий управляє благодійними проєктами в Коста-Риці, Ефіопії, Нікарагуа і Гватемалі. Pura Vida Partners користується податковими пільгами, а Pura Vida Coffee може перераховувати своєму некомерційному відділенню частину прибутку у вигляді податкових відрахувань. Така схема вкрай ефективна для досягнення соціальних цілей .
- 'Некомерційні організації з комерційними підрозділами' . Такі підрозділи, на відміну від їх «материнських» компаній, можуть розподіляти зароблений прибуток на свій розсуд. Приклад: пекарня Greyston Bakery, що входить до складу американської некомерційної організації Greyston Foundation. Пекарня розташована в Нью-Йорку, це комерційне підприємство типу B-корпорації з оборотом близько 5 мільйонів на рік. Кошти, що передаються пекарнею материнської НКО, не обкладаються податками [60].
- 'Некомерційні структури з некомерційними підрозділами' . Такі підрозділи можуть створюватися з різними цілями: наприклад, щоб займатися іншим видом бізнесу, не пов'язаним з діяльністю материнської НКО, або щоб підвищити шанси всієї структури на отримання грантів, або запобігти втратам грантів [61].
- 'Партнерства між некомерційними організаціями (консорціуми)' . Можуть бути двох основних видів: некомерційні кооперативи і стратегічні злиття (консолідації). Приклад кооперативного проєкту в галузі журналістики — інформаційна мережа альтерглобалістів Indymedia. Для партнерств обох видів, особливо для консолідацій, важлива сумісність місій обох партнерів [62].
- 'Партнерства між некомерційними і комерційними структурами (альянси між секторами)' . Успішні за умов взаємної вигоди, взаємодоповнюваності стратегій, близькості корпоративних культур. Приклади: партнерство між найбільшою американською енергетичною компанією Consolidated Edison і НКО Trees New York, що займається озелененням міста; Фонд  Susan G. Komen for the Cure [en], який займається проблемами раку грудей, який має безліч комерційних партнерів [63].

## Міжнародне поширення
Серед держав в області розвитку соціального підприємництва традиційно лідирують Велика Британія і США, в тому числі в силу законодавчо виділеного статусу соціального підприємництва. Також високі показники демонструють Італія (завдяки історично сильному кооперативному руху), Словенія, країни Скандинавії, Республіка Корея, Малайзія, Індія, Бангладеш, деякі країни Африки.
У 2016 і 2019 роках благодійна організація  Thomson Reuters Foundation  проводила опитування майже 900 експертів в галузі соціального підприємництва з 45 країн з найбільшою економікою. У число респондентів були включені дослідники, соціальні підприємці, інвестори, чиновники та інші компетентні особи. Результатом опитування став рейтинг країн з найкращими умовами для соціальних підприємців. У 2019 року в десятку лідерів увійшли: Канада, Австралія, Франція, Бельгія, Сінгапур, Данія, Нідерланди, Фінляндія, Індонезія і Чилі.
Такі організації, як фонд «Ашока: інновації для суспільства», Фонд Сколла, Мережа Омідьяра, Фонд соціального підприємництва Шваба, Канадський фонд соціального підприємництва, корпорація New Profit, фірма Echoing Green зайняті пошуком в усьому світі людей, чия діяльність істотно змінює суспільство, але поки що не мають достатніх коштів .
Програма американської компанії «Ашока» «Зміни світ» (англ. Changemakers) використовує Інтернет для того, щоб влаштовувати свого роду змагання, в результаті яких виникають спільноти, які вирішують насущні проблеми. У Північній Америці організації схильні підтримувати видатних індивідуумів, а в Азії і Європі більше уваги приділяється взаємодії соціальних підприємців з організаціями, приватними особами і громадськими рухами. У Росії пошуком і підтримкою соціальних підприємців на постійній основі займається фонд «Наше майбутнє».
Прикладом залучення молоді до вирішення соціальних проблем може служити австралійська програма Фонду для молодих австралійців Young Social Pioneers, яка інвестує в ініціативи молодих людей, що приносять позитивні зміни в суспільстві.
Журнал  Fast Company  щороку публікує список 45 кращих соціальних підприємців року, якими журнал називає організації, «які використовують дисципліну світу корпорацій для вирішення складних соціальних проблем».

### Україна
В ХХІ ст. в Україні соціальне підприємництво набуває все більшої популярності серед громадських організацій як ефективний механізм вирішення локальних соціальних і економічних проблем територіальних громад.
Так, з жовтня 2010 року на базі Асоціації аналітичних громадських організацій «Соціально-економічні стратегії і партнерства» почав роботу Центр підтримки соціального підприємництва.
Соціальним підприємством вважають асоціацію «Світ. Краса. Культура», яка створює робочі місця по всій Україні для малозабезпечених жінок, що перебувають у особливих кризових життєвих обставинах. До цієї категорії підприємництва відносять і Одеську громадську організацію «Дорога до дому», яка видає газету для малозабезпечених, а також забезпечує безробітних роботою у своїх швейних цехах. У Житомирі при громадській організації «Місія Самарян в Україні» теж працює цех з виготовлення виробів з металу. На сьогодні в Україні нараховується близько 700 підприємств, які за тими чи іншими ознаками можна віднести до категорії «соціальне підприємництво». У Вінниці відкрили пекарню, де працюють люди з аутизмом та синдромом Дауна. У Броварах на Київщині 2021 р. відкрили кафе «Cafe 21.3», у якому стажування проходитимуть  молоді люди із синдромом Дауна, аутизмом та іншими інтелектуальними порушеннями. Проєкт покликаний допомогти їм адаптуватися до життя після школи та отримати навички, щоби влаштуватися на роботу.

### Правовий статус
Діяльність соціальних підприємців закріплена і описана в правових актах декількох десятків країн. Відповідні законодавчі норми можуть вводитися двома способами: через прийняття окремого закону або за допомогою внесення поправок до чинного законодавства. При розробці законодавчих норм міжнародна практика чітко розпадається на два підходи: «західний» і «східний».
Піонером законодавчих ініціатив в галузі соціального підприємництва на Заході є Велика Британія. Для «західного» підходу характерно прийняття законів, що описують унікальні для кожної країни корпоративні форми, часто спеціально розроблені для потреб соціальних підприємців:  корпорації суспільного блага  (public benefit corporation) і  компанії громадських інтересів  (Community interest company, CIC) у Великій Британії, малоприбуткові товариства з обмеженою відповідальністю (low-profit limited liability company —  L3C ) в США, «компанії, що переслідують соціальні цілі» (SFC) в Бельгії, соціальні кооперативи в Італії. Окремі закони, що регулюють діяльність соціального бізнесу, діють також в Ірландії, Німеччині, Австрії, Франції, Швеції, Фінляндії, Польщі, Україні, Казахстані, Бразилії.
«Східний табір» охоплює насамперед Східну Азію, де лідерство в галузі соціального підприємництва утримує Республіка Корея. Розвиток соціального підприємництва в цій країні став свого роду національною ідеєю, в розробці закону 2007 року взяли участь 11 міністерств, а також найбільші корпорації і безліч НКО. Для країн Азії характерний описовий підхід — законодавство відповідає на питання, які ознаки має соціальне підприємство, при цьому нові види некомерційних організацій не вводяться. Правовий статус соціальних підприємців також закріплений в Індії і Сінгапурі.
У ряді країн, таких як Бельгія, Італія, Республіка Корея визначення соціального підприємництва закріплено на національному рівні, а підприємства, які отримали статус соціальних, користуються податковими пільгами та іншими привілеями. У 2019 року в число таких країн увійшла Росія: вступив в силу Закон № 245-ФЗ «Про внесення змін до Федерального закону» Про розвиток малого і середнього підприємництва в Російській Федерації «в частині закріплення понять „соціальне підприємництво“, „соціальне підприємство“».

## Критика і суспільна полеміка
Критики самої концепції соціального підприємництва вказують на її суперечливість, ставлячи під сумнів можливість існування альтруїстичних форм капіталізму. Так, соціальне підприємництво називається «неадекватним, хоча необхідним»: дослідження не можуть адекватно відобразити реалії повсякденності, моральні і політичні проблеми соціально-підприємницької діяльності; критикуються методологічні установки (соціологічний атомізм та  есенціалізм), на яких засновані уявлення про соціальне підприємництво, зокрема, про його ролі в соціальних змінах. У той же час критики не заперечують необхідність соціального підприємництва, наприклад, для емансипації і соціальної креативності.
Попри те, що соціальні підприємці на рівні невеликої громади або групи реалізують багато, часом досить інноваційні починання, на етапі масштабування їх напрацювань до рівня суспільства в цілому часто виникають труднощі. Згідно з деякими дослідженнями, далеко не всі люди мають підприємницький талант і навички в поєднанні з соціально-орієнтованим світоглядом. Таким чином, соціальні ініціативи виявляються компромісними і часто не доходять до широкої аудиторії. Оскільки поняття соціального підприємництва було популяризовано порівняно недавно, деякі прихильники даної концепції говорять про необхідність розробки деяких стандартизованих методів поширення досягнень соціальних підприємців в усьому світі.
Для якісного прориву в розвитку соціального підприємництва необхідне залучення на його бік якомога більшого числа світових лідерів, для чого, в свою чергу, необхідна велика роз'яснювальна та популяризаторська робота. Залученість і співробітництво між приватними корпораціями та державними органами дозволяють залучити додаткові кошти для здійснення соціальних ініціатив, підвищують підзвітність на обох кінцях, розвивають зв'язки з нужденними спільнотами, окремими особами або установами. Наприклад, приватні організації та некомерційні організації в минулому вирішували проблеми безробіття в спільнотах.
При всьому цьому, нині[коли?] розроблені тільки короткострокові рішення, або рішення, що не масштабовані до ступеня, який дозволяє охопити максимальну кількість тих, хто потребує. Державна політика могла б вирішити цю проблему, однак недолік міжсекторального співробітництва не дозволяє узгодити цілі і завдання соціальних підприємців і чиновників, які займаються розробкою соціальних програм, що призводить до зниження ефективності соціально-підприємницької діяльності.